# Angela Bailey
Angela Bailey (ur. 28 lutego 1962 w Coventry, zm. 31 lipca 2021 w Toronto) – kanadyjska lekkoatletka specjalizująca się w krótkich biegach sprinterskich, dwukrotna uczestniczka letnich igrzysk olimpijskich (Los Angeles 1984, Seul 1988), srebrna medalistka olimpijska z Los Angeles w biegu sztafetowym 4 × 100 metrów.

## Sukcesy sportowe
- trzykrotna mistrzyni Kanady: dwukrotnie w biegu na 100 metrów (1985, 1990) oraz w biegu na 200 metrów (1985)[3]

| Rok  | Miasto          | Zawody                                       | Konkurencja                                    | Lokata                              |
| ---- | --------------- | -------------------------------------------- | ---------------------------------------------- | ----------------------------------- |
| 1978 | Edmonton        | Igrzyska Wspólnoty Narodów                   | sztafeta 4 × 100 m                             | srebrny medal                       |
| 1980 | Greater Sudbury | Mistrzostwa państw panamerykańskich juniorów | bieg na 100 m bieg na 200 m                    | złoty medal                         |
| 1981 | Christchurch    | Igrzyska Konferencji Pacyfiku                | bieg na 100 m bieg na 200 m                    | złoty medal                         |
| 1982 | Brisbane        | Igrzyska Wspólnoty Narodów                   | sztafeta 4 × 100 m bieg na 100 m bieg na 200 m | srebrny medal 4. miejsce 8. miejsce |
| 1983 | Helsinki        | Mistrzostwa świata                           | sztafeta 4 × 100 m bieg na 100 m bieg na 200 m | 5. miejsce 7. miejsce               |
| 1984 | Los Angeles     | Igrzyska olimpijskie                         | sztafeta 4 × 100 m bieg na 100 m               | srebrny medal 6. miejsce            |
| 1986 | Edynburg        | Igrzyska Wspólnoty Narodów                   | sztafeta 4 × 100 m bieg na 100 m               | srebrny medal 4. miejsce            |
| 1987 | Indianapolis    | Halowe mistrzostwa świata                    | bieg na 60 m                                   | brązowy medal                       |
| 1987 | Rzym            | Mistrzostwa świata                           | bieg na 100 m                                  | 6. miejsce                          |
| 1999 | Sewilla         | Mistrzostwa świata                           | sztafeta 4 × 100 m                             | 6. miejsce                          |

## Rekordy życiowe
- bieg na 50 metrów (hala) – 6,16 s – Toronto 25.02.1984
- bieg na 60 metrów (hala) – 7,12 s – Indianapolis 06.03.1987
- bieg na 100 metrów – 10,98 s – Budapeszt 06.07.1987 –
- bieg na 200 metrów – 22,64 s – El Paso 19.07.1983
- bieg na 200 metrów (hala) – 23,32 s – Sherbrooke 15.01.1984 –
- bieg na 400 metrów – 51,96 s – Los Angeles 24.06.1983